# Бостонська бійня
42°21′32″ пн. ш. 71°03′26″ зх. д. / 42.358777777778° пн. ш. 71.057166666667° зх. д.

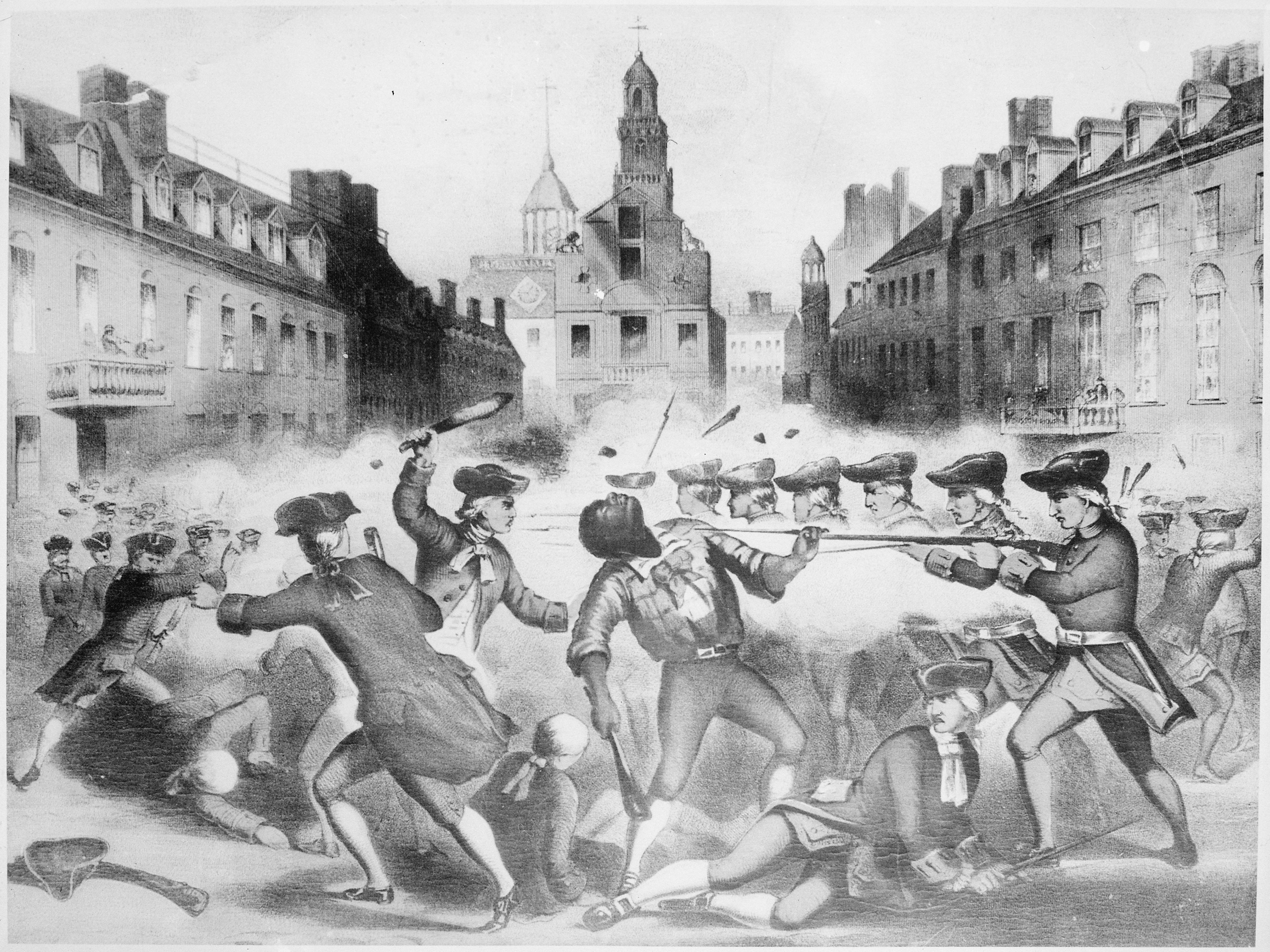
Літографія XIX століття, за мотивами гравюри Рівера про Бостонську бійню

Бостонська бійня (англ. Boston massacre, у Великій Британії має назву Інцидент на Кінг-стрит англ. Incident on King Street) — вулична сутичка, що відбулась 5 березня 1770 року у Бостон (столиці провінції Массачусетс-Бей) між городянами і англійськими солдатами.
Під час сутички солдати застрелили трьох і поранили одинадцять бостонців, двоє не змогли оговтатися від ран і померли. Цей інцидент, який увійшов в історію США, як «бостонська бійня», закінчився видаленням з міста всіх англійських військових. У 1888 році в Бостоні в пам'ять про цю подію було споруджено обеліск.
Бостонська бійня стала одною з кульмінаційних моментів протистояння Британії та її північноамериканських колоній. Вона стала сигналом до легендарного Бостонського чаювання, а згодом і до війни за незалежність США.

## Передісторія
Населення міста було незадоволено колоніальною податковою політикою з боку метрополії, а також тим фактом, що велика частина колоніальних чиновників призначалася королем. Ще одною причиною конфлікту між робітниками та британськими солдатами було виконання останніми портових робіт за більш низьку, ніж у робітників, оплату. У 1768 році Британія обклала базові товари, що вироблялися в Англії та імпортовані в колонії, високими податками. Массачусетська палата представників в Бостоні почала кампанію проти нових податків: написана петиція на ім'я короля Георга III, а також розіслані листи в палати інших штатів з проханням приєднатися до спротиву і бойкотувати торговців, які імпортують товари з Англії. На листи в інші провінції з Бостона, в Лондоні відповіли наказом американським губернаторам розганяти все опірні парламенти. Також в Бостон відправили судно його величності «Ромні». Туди воно прибуло в травні 1768. Також в місто було введено «стільки військ, скільки б знадобилося» (генерал Томас Гейдж) для придушення повстання.
Під час окупації Бостона королівською армією, в місті виходила анонімна листівка «Журнал подій», що розповідала про сутички між місцевими жителями і британським корпусом. Особливо багато проблем викликало питання постачання солдатів. Конфлікт розгорівся в новою силою, коли Крістофер Сайдер, «молода людина одинадцяти років», був убитий солдатами 22 лютого 1770 року. Смерть Сайдера була висвітлена у «Бостонській газеті», прощання з ним стало наймасовішим за весь час існування міста. Крістофера вважають першою жертвою американської революції. Його смерть і наступне наростання пропаганди в пресі підлили олії у вогонь взаємної ненависті солдатів і городян. Банди патріотів шукали нагоди напасти на королівських солдатів, ті в свою чергу хотіли того ж.

## «Бійня у ратуші»
«Бійня у ратуші» (англ. Slaughter at the Guildhall), вона ж «Інцидент на Кінг-стрит», сталась 5 березня 1770 року, почавшись, по суті, з дрібниці. З вежі "Старої Цегляної церкви" (англ. Old Brick Church), найпершої з побудованих в Бостоні (ця будівля була знищена в 1808 році), долинали звуки дзвону (попередження про пожежу). Натовпи городян попрямували до будівлі старого парламенту «Олд-Стейт-Хаус» (англ. Old-State-House), що знаходиться навпроти. Звідти доносилися крики і була чутна відкрита лайка розгніваних городян. Хлопчик - помічник торговця,  зажадав від британського офіцера сплатити борг. Той виконав вимоги, а образи, якими хлопець супроводжував вимоги, проігнорував. Рядовий, що стояв поруч, зробив молодикові зауваження, щоб той був більш шанобливий з офіцером. Хлопець почав лаятися і з рядовим. Тим часом збиралися роззяви. Зрештою рядового так дістала поведінка хлопця, що він вдарив його прикладом мушкета. Почалася лайка. Прибігли ще солдати, колоністи теж збиралися. Ніхто вже не розбирався що до чого, натовп діяв за принципом «Наших б'ють!». Солдат тіснили, ті вишикувалися для оборони і зарядили зброю. В цей же час капітан Томас Престон (Thomas Preston) намагався заспокоїти натовп, запевняючи, що ніхто не стрілятиме без його команди (сам він стояв прямо перед зброєю — кулі б потрапили в нього). Натовп же провокував солдат, «Стріляй!» — разом з криком в британців летіло каміння і бруд.

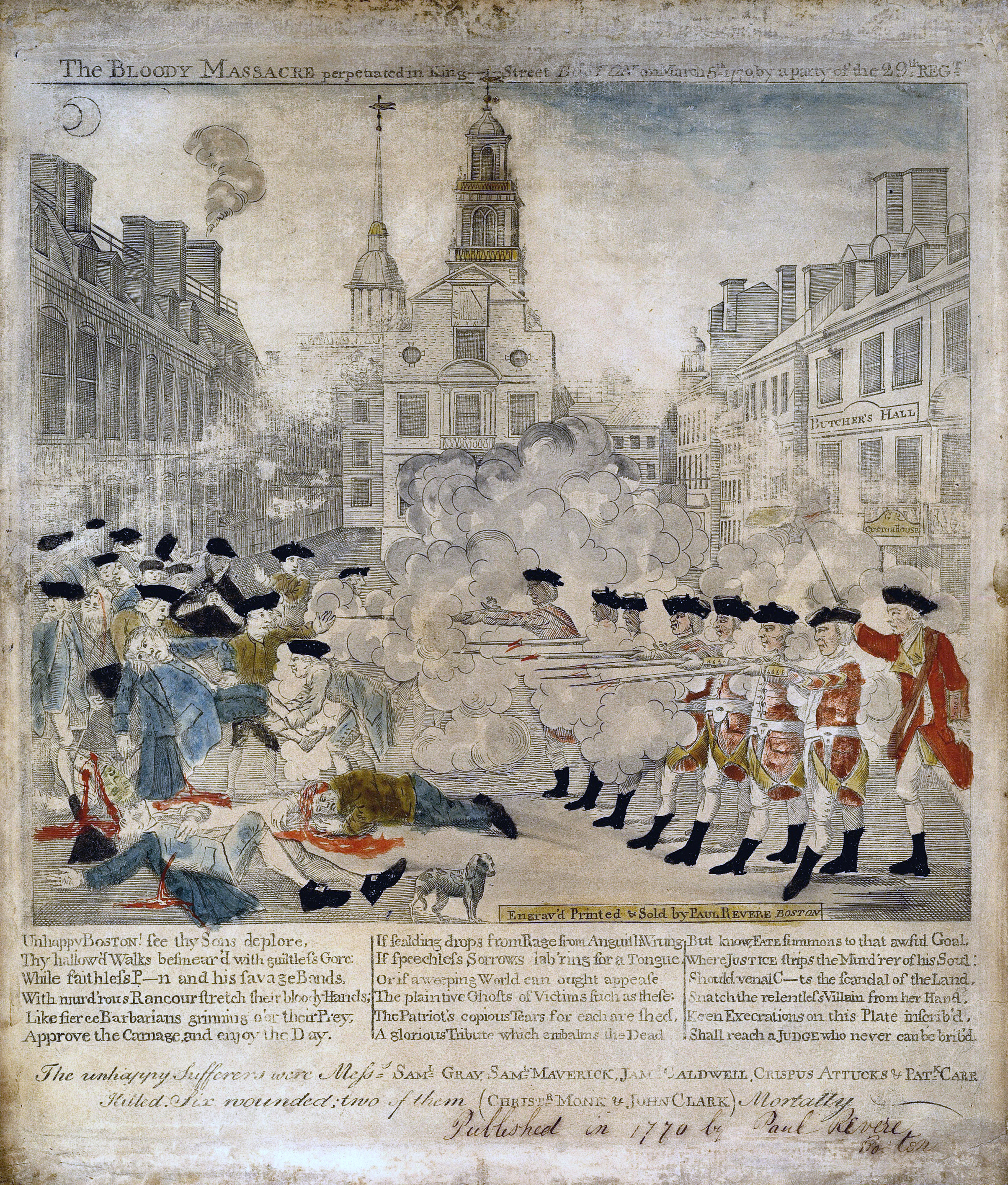
Гравюра Ревіра: "Кривава різня, яка сталась на Кінг-стрит у Бостоні 5 березня 1770 року"

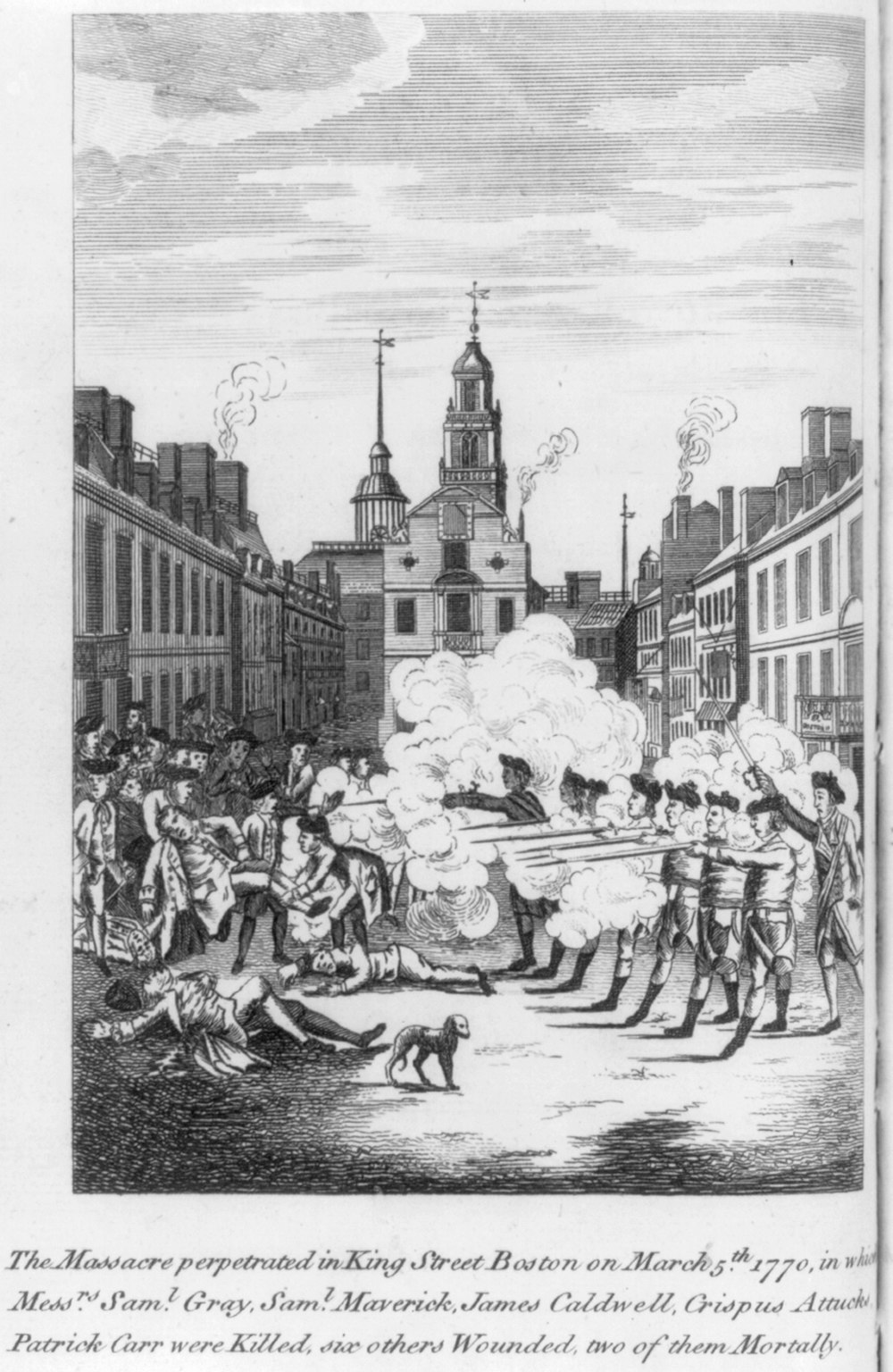
Випуск бостонської газети. 1770 рік

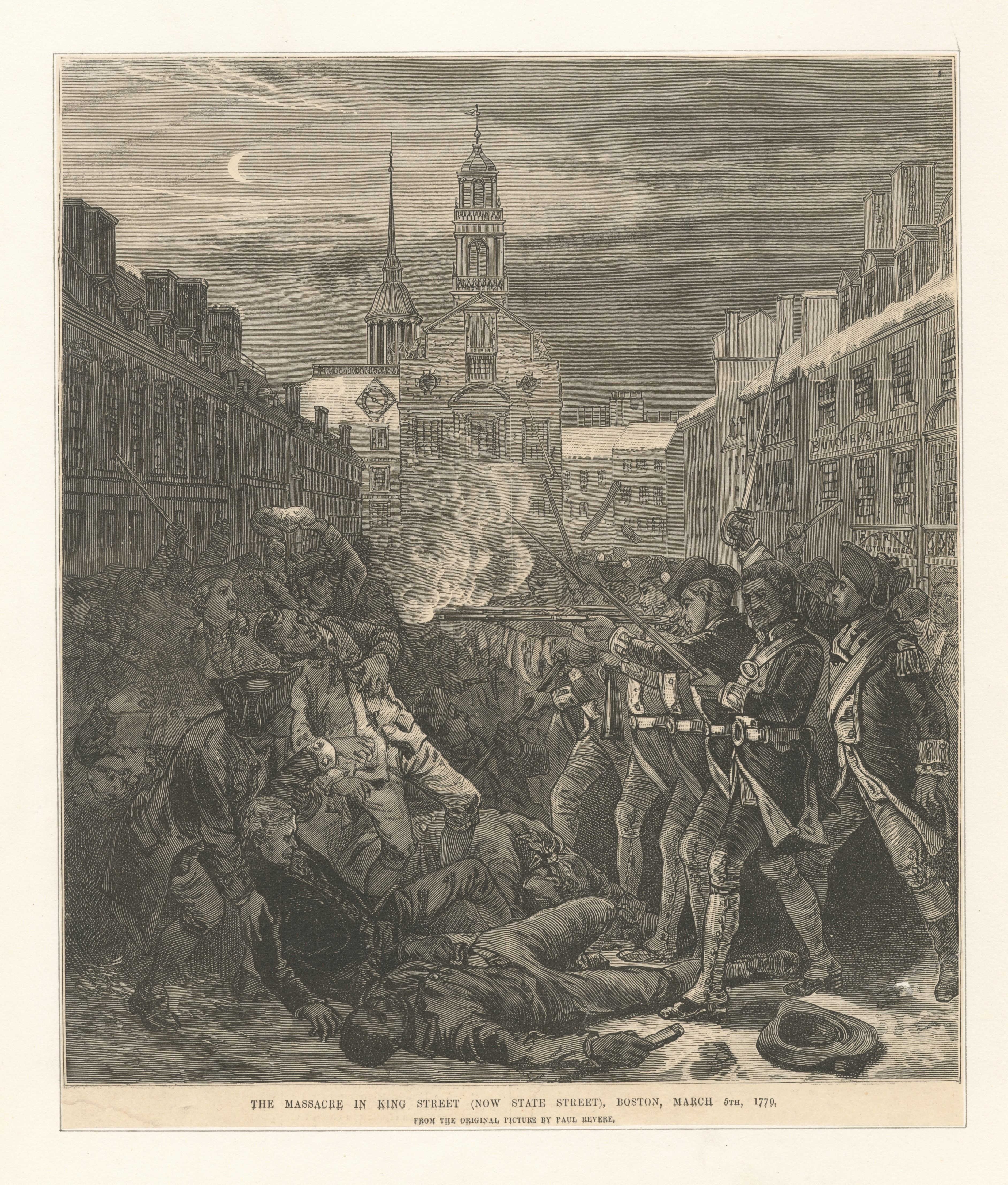
The Massacre in King Street, Boston, March 5th, 1770, from the original by Paul Revere

Нарешті, камінь потрапив в рядового Монтгомері. Той випустив мушкет, підняв його, закричав: «Чорт забирай! Вогонь!» — і розрядив зброю в бік натовпу. Капітан Престон був поранений в руку. В ході сутички солдати застрелили трьох і поранили одинадцять бостонців, двоє не змогли оговтатися від ран і померли. Загинули Криспус Аттокс — чорношкірий матрос, який втік з неволі, Семюел Грей — робітник-мотузник, Джеймс Голдуелл — матроський юнга, Патрік Арр — ремісник, Сем Меверік — учень столяра. Всі вони були поховані в братській могилі. Губернатору Томасу Хатчинсону ледве вдалося втихомирити натовп, який заблокував його в будівлі місцевої ради.

## Підсумки
Після цього англійські війська були виведені: за наказом губернатора Хатчинсона війська були вислані зі столиці і спрямовані в Форт-Індепенденс. Солдати разом з офіцером заарештовані. 27 березня вісім солдатів, капітан Престон і четверо цивільних були звинувачені у вбивствах. У листопаді того ж року четверо солдатів були засуджені, а четверо цивільних були вислані з Массачусетса. Те, що сталося активно обговорювалось у пресі, підігріваючи невдоволення 13 колоній метрополією.

## Пам'ять
Місце Бостонської бійні є десятою із шістнадцяти точок на історичному Шляху Свободи. У 1888 році у Бостоні в пам'ять про цю подію було споруджено обеліск. На могильній плиті були вигравірувані імена загиблих. На даний момент в Бостоні залишилась "Будівля старого парламенту", а розташована поруч "Стара Цегляна церква" була знищена в 1880 році. На її місці зараз знаходиться хмарочос "Ван Бостон Плейс" (англ. One Boston Place).